# 연료 전지 버스

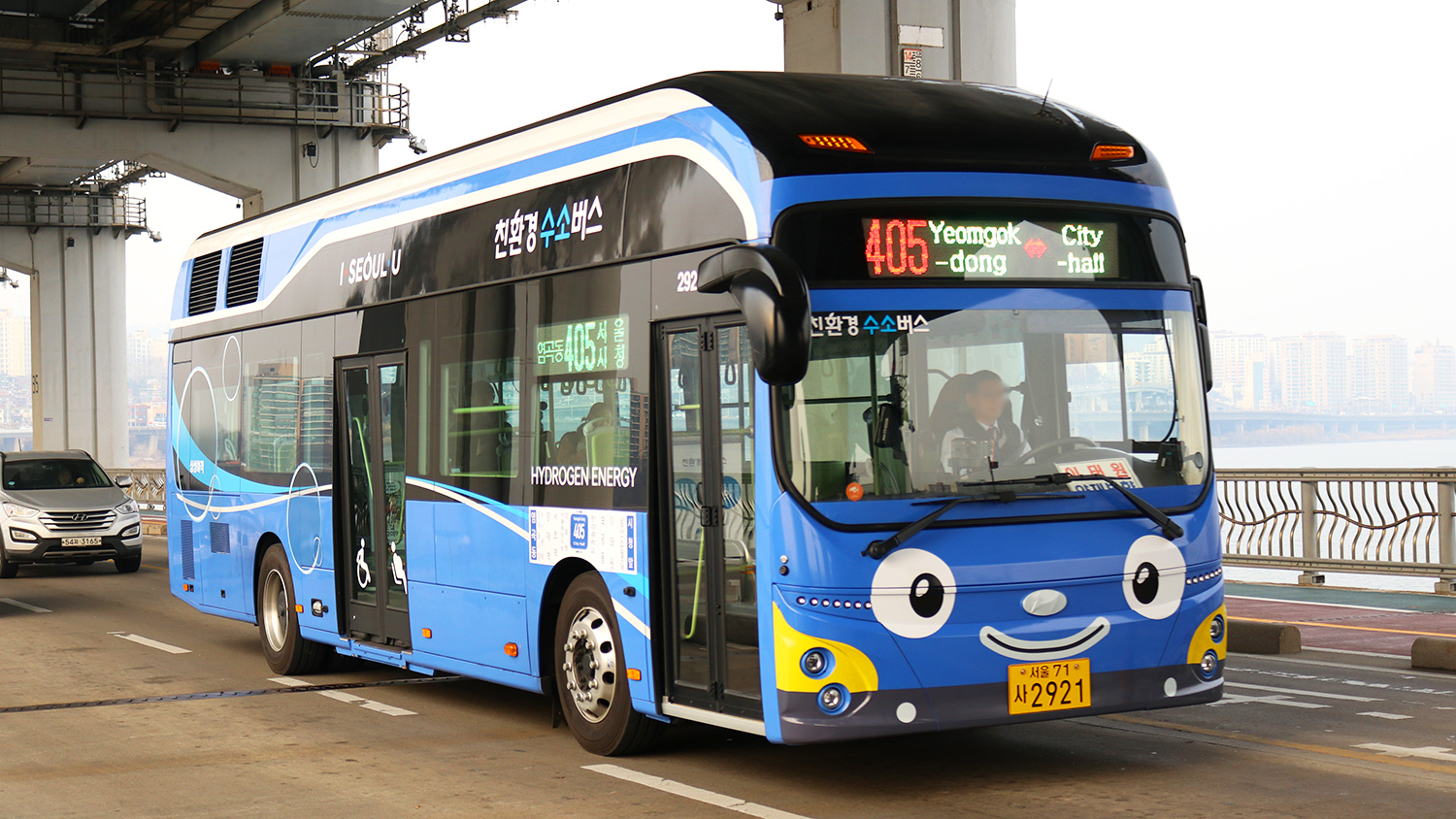
서울특별시에서 운행 중인 현대 일렉시티 연료 전지 버스

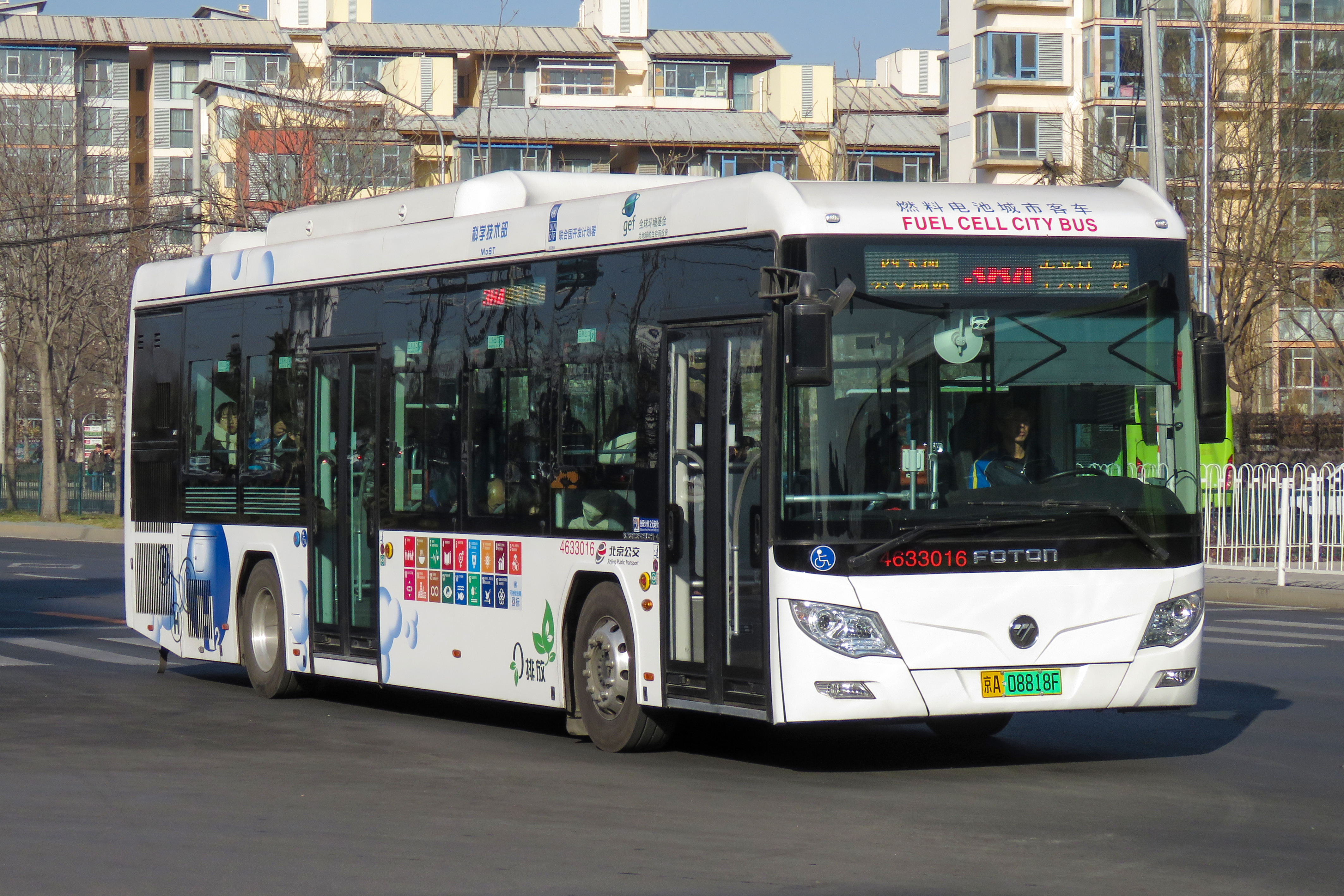
2018년 중국 베이징시에서 운행 중인 포톤 자동차 수소 연료 전지 버스

연료 전지 버스(영어: Fuel cell bus)는 전기 구동 바퀴의 전원으로 수소 연료전지를 사용하는 버스로, 때로는 배터리 또는 슈퍼커패시터를 사용하여 하이브리드 방식으로 보강되어 있다. 이 버스에서 배출되는 유일한 물질은 물이다. 전 세계 여러 도시에서 연료 전지 버스를 시험 운행했으며, 5,600대 이상의 버스가 전 세계적으로 사용되고 있으며, 이 중 대부분은 중국에 있다.

## 배경
디젤 버스에서 발생하는 온실가스 배출과 미립자 오염에 대한 우려로 인해, 2000년대 초반부터 운수 회사들은 하이브리드 전기 버스 또는 배터리식 전기버스와 같은 더 친환경적이고 깨끗한 버스로 전환하고 있다. 그러나 배터리식 전기버스는 디젤 버스에 비해 주행 거리가 짧고, 충전 시간이 오래 걸리며, 추운 날씨에는 에너지 저장량이 감소하는 단점이 있다.
따라서 운수 회사들은 수소 연료 전지 버스와 같은 대안을 검토해왔다. 수소 연료전지는 촉매의 존재하에 수소와 산소를 반응시켜 전기를 생성하며, 이 과정에서 물이 부산물로 생성된다. 이 전기는 버스 바퀴를 구동하는 전동기의 동력원으로 사용된다. 일부 회사들은 연료 전지를 주행 거리 연장 장치로 사용하여 더 큰 배터리 또는 슈퍼커패시터와 결합하는 방안을 제안했다. 수소는 리튬 배터리보다 에너지 밀도가 높아 버스 및 트럭과 같은 중장비 차량에 적합하다.
수소 연료의 원산지는 다양하며, 그린 수소(재생 에너지를 사용하여 생산)는 갈탄이나 석탄을 태워 생산하는 브라운 수소 또는 천연가스를 증기 가열하여 생산하는 그레이 수소보다 환경 친화적이다.

## 역사

### 초기 시험 및 시범 운행
1980년대 후반부터 버스의 디젤 배출가스에 대한 우려가 커지면서 차량 동력원으로 연료전지를 사용하는 실험이 시작되었다. 초기 개념 증명 작업은 연료전지가 버스에 탑재되어 성공적으로 동력을 공급할 수 있음을 입증하는 것이었다. 1994년과 1995년 사이에 조지타운 연료전지 버스 프로그램(조지타운 대학교와 미국 에너지부 주도)은 후지전기의 인산형 연료전지로 구동되는 30 피트 (9.1 m) 버스 세 대를 시연했다.

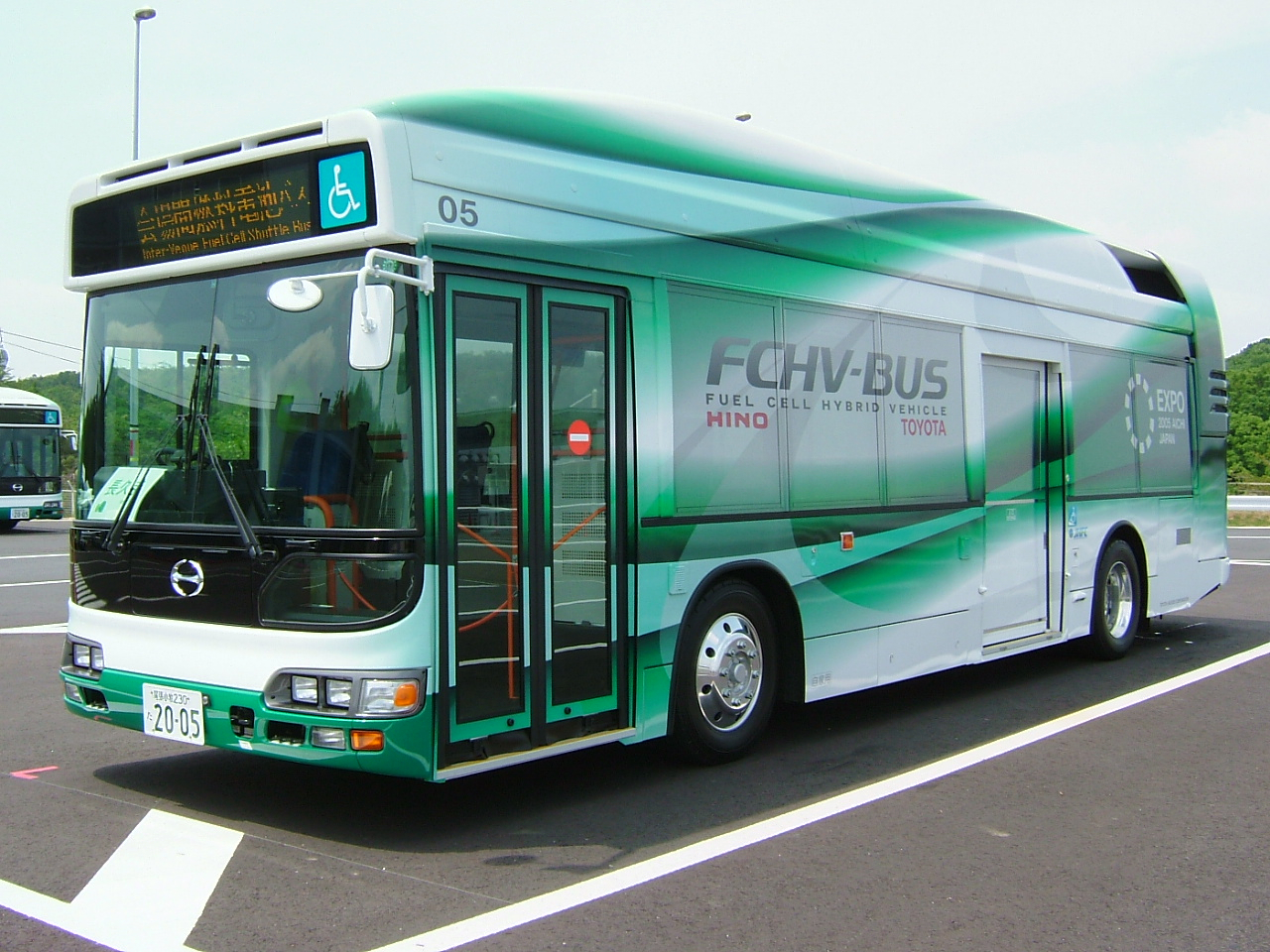
2005년 세계 박람회에 전시된 토요타 FC 버스 (일본 아이치현)

1990년대 후반부터는 수소 연료 전지 버스가 다양한 도시에서 시범 운행 및 실험되었다. 1998년, 미국 시카고와 캐나다 밴쿠버는 뉴 플라이어 인더스트리(New Flyer Industries)의 버스 차체와 밸러드 파워 시스템즈(Ballard Power Systems)의 수소 연료 전지를 사용하여 시험 운행을 시작했다. 3년간의 시험 운행 동안 20만 명 이상의 승객을 수송하고 118,000 킬로미터 (73,000 mi) 이상을 주행했다.
일본의 경우, 2000년부터 히노와 토요타는 FCHV-버스의 개발에 협력했다. 2003년 도에이 버스의 초기 시험 운행 후, 8대의 FCHV-버스 차량이 아이치, 일본에서 열린 2005년 세계 박람회에서 사용되었다. 박람회 기간 동안 이 버스들은 백만 명의 방문객을 수송하고 약 130,000킬로미터를 주행했다. 이후 이 버스들은 공항버스로 사용되었다.
미국에서는 국립재생에너지연구소 (NERL)가 2000년부터 미국 연방교통청과 협력하여 수소 연료 전지 버스에 대한 연구를 수행해 왔다. 샌프란시스코 베이 에어리어의 AC 트랜짓은 2002년에 수소 연료 전지 버스의 시험 운행을 시작했다.

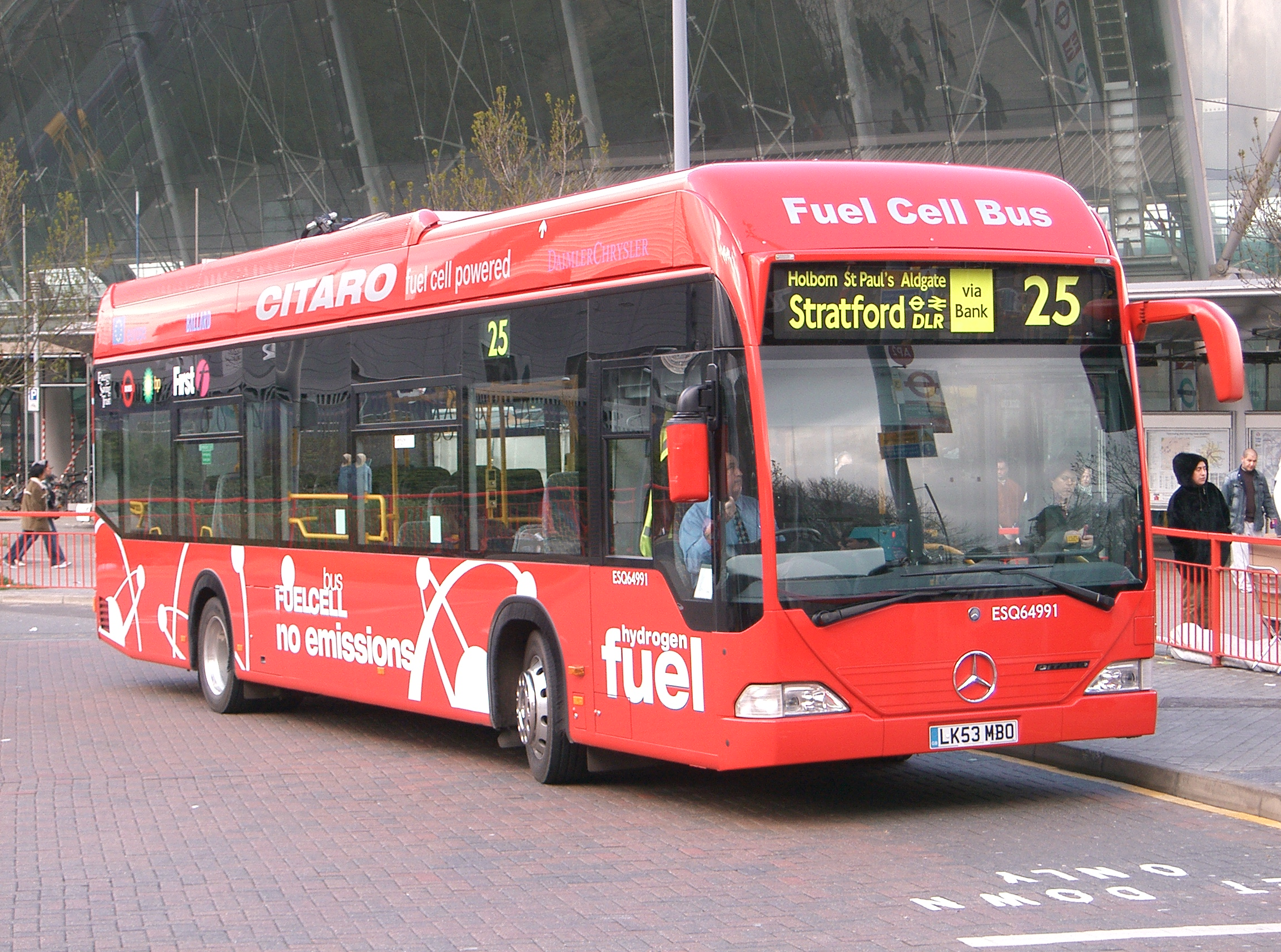
2004년 런던 스트랫퍼드의 수소 연료전지 메르세데스-벤츠 시타로 버스

### 유럽의 친환경 도시 교통
2001년부터 유럽 연합이 지원하는 연구 프로젝트인 유럽 친환경 도시 교통 (CUTE)은 런던, 마드리드 및 함부르크를 포함한 9개 유럽 도시에서 수소 연료 전지 버스 운행을 시작했다. 이 프로젝트는 교통 운영사, 수소 인프라 및 연료 전지 개발사, 대학교 및 도시 당국의 컨소시엄에 의해 지원되었다. 레이캬비크, 베이징시, 퍼스의 세 도시도 동일한 컨소시엄의 지원을 받아 유사한 시범 프로젝트에 참여했다. 연료전지버스 클럽은 도시와 연구원들 간의 경험과 정보를 공유하는 포럼이 되었다.
세 프로젝트 모두 밸러드 파워 시스템즈의 수소 연료 전지가 탑재된 메르세데스-벤츠 시타로 버스를 사용했다. 당시 이들은 세계에서 가장 큰 연료 전지 버스 운행 차량이라고 주장했다. 버스 한 대당 US$ 120만 백만이 들었고, 300 킬로미터 (200 mi)의 주행 거리를 가졌으며 약 70명의 승객을 수송할 수 있었다.
2007년에 완료된 이 프로젝트는 연구자들에 의해 성공적인 것으로 평가되었다. 그러나 버스들은 일부 운수 회사들로부터 높은 운영 비용으로 비판받았는데, 마드리드에서는 연료 비용이 약 10배 더 비싸다고 보고했다. 전용 수소충전소도 건설해야 했다. 베이징의 버스들(중국 최초의 연료 전지 버스들)은 1년 만에 철수되었는데, 대기 오염이 연료 전지의 효율성과 작동 수명을 단축시켰기 때문이다.

### 추가 개발

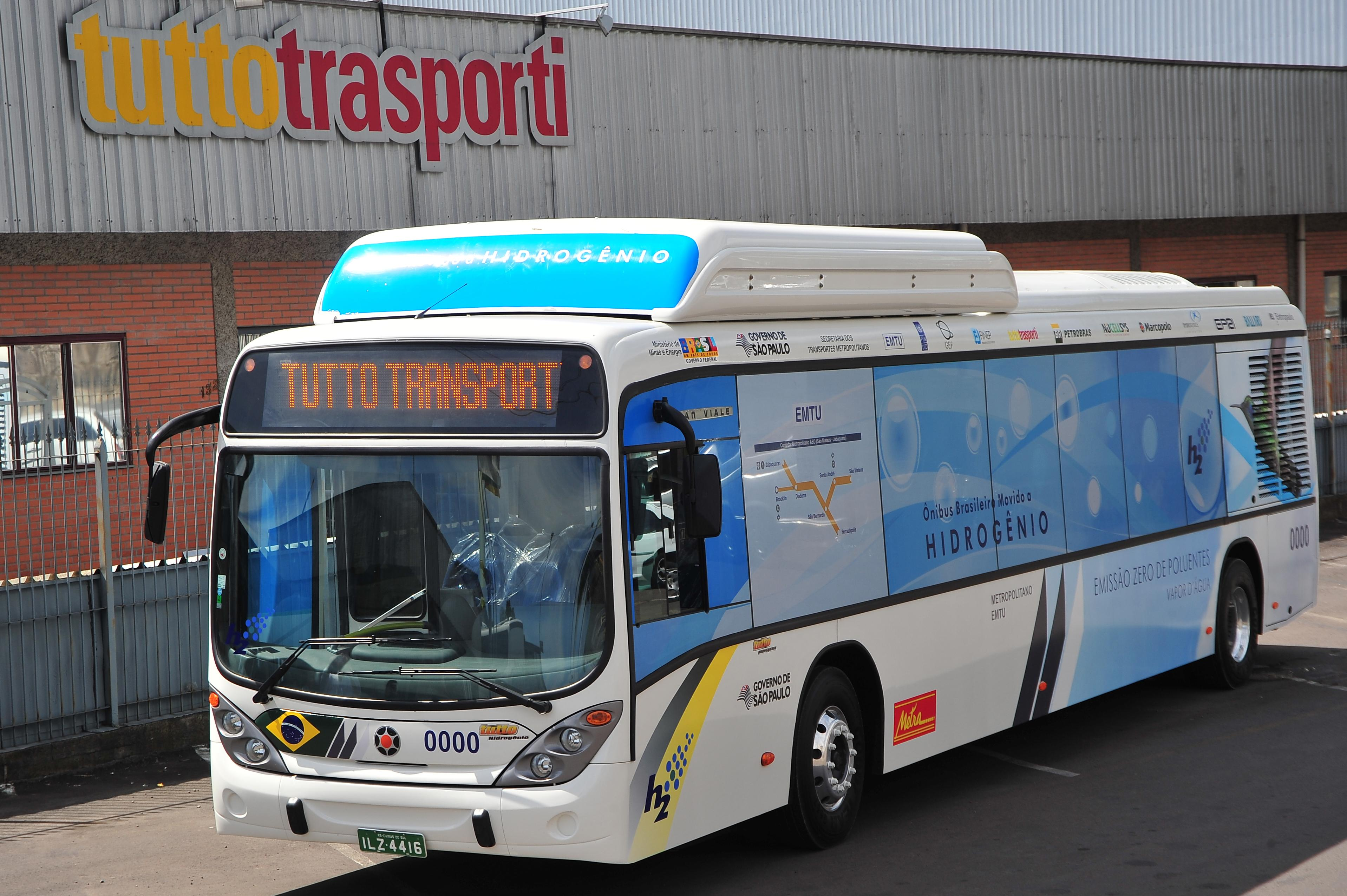
2009년 상파울루, 브라질의 수소 연료전지 버스

2006년, 미국 연방교통청은 국립 연료전지 버스 기술 개발 프로그램을 발표했다. 4,900만 달러의 연방 보조금이 대중교통 기관에 제공되어 수소 연료 전지 버스를 개발하고 시험하여 상업화 가능성을 높이는 데 도움이 되었다. 2003년, AC 트랜짓은 Thor “썬더파워” 버스를 시험 운행에 도입했으며, 2004년 10월까지 시험을 완료했다. 2006년에는 UTC 파워 연료 전지로 구동되는 반호르 버스 5대가 운행을 시작했다. 이 버스들은 2010년에 다른 반호르 수소 연료 전지 버스로 교체되었다.
2009년, BC 트랜짓은 2010년 동계 올림픽 이전에 브리티시컬럼비아주 휘슬러에서 연료 전지 버스를 운행하기 시작했다. 20대의 수소 연료 전지 버스 차량은 당시 세계에서 가장 큰 규모였으며, 프로젝트 비용은 약 9,400만 달러였다. 이전 프로젝트와 달리, 사용된 수소는 퀘벡에서 수력 발전으로 에어리퀴드가 생산한 블루 수소였다. 높은 운영 비용으로 인해 이 프로그램은 2015년에 중단되었다.
브라질 최초의 수소 연료 전지 버스 시제품은 2009년 상파울루에서 운행을 시작했다. 이 수소 버스는 카시아스두술에서 제조되었다. "Ônibus Brasileiro a Hidrogênio" (브라질 수소 자동차)라는 이름의 이 프로그램에는 3대의 추가 버스가 포함된다.
2010년에는 8대의 수소 버스가 런던에서 운행을 시작했으며, 2000년대 중반에 사용된 연료 전지 버스보다 훨씬 더 긴 주행 거리를 가졌다. 당시 이것은 유럽에서 가장 큰 수소 버스 차량이었다. 트랜스포트 포 런던은 버스의 높은 비용과 연료 비용을 인정했지만, 상업적으로 실현 가능해짐에 따라 "비용이 크게 떨어질 것으로 예상한다"고 언급했다.
중국에서는 수소 연료 전지 버스가 베이징 2008, 상하이시의 2010년 세계 박람회, 광저우시의 2010년 아시안 게임에서 사용되었다. 이 버스들은 하이거 버스에서 개발했으며, 베이징 2008에서 3대, 상하이 엑스포 2010에서 196대가 배치되었다.
2015년 3월, 유럽 최대 규모의 수소 연료 전지 버스 차량이 애버딘, 스코틀랜드에서 운행을 시작했다. 10대의 반호르 버스가 5년 시험 운행에 사용되었다.

### 대규모 상업적 도입

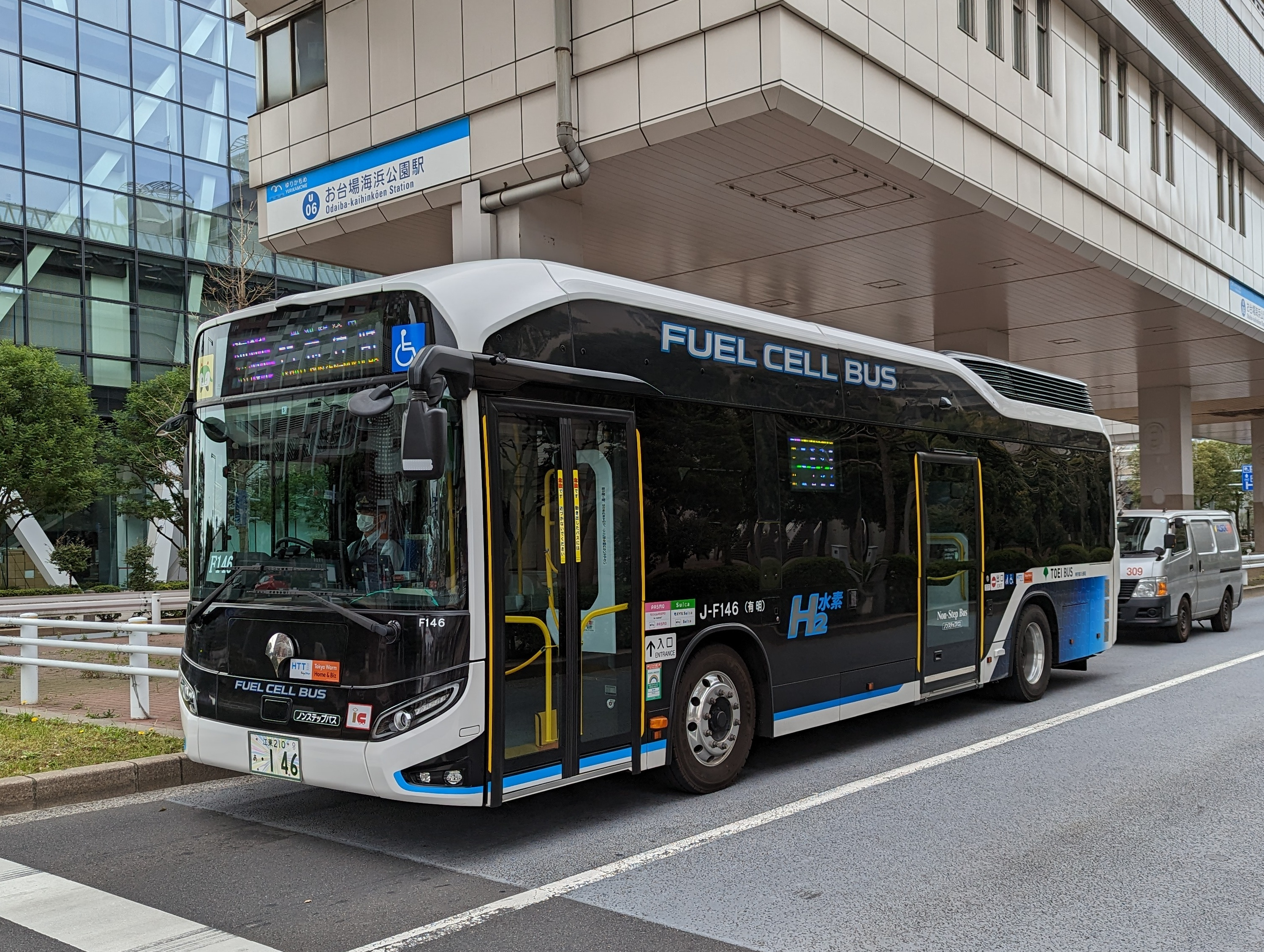
2023년 도에이 버스 토요타 소라 버스

2020년 기준으로 전 세계적으로 5,648대의 수소 연료 전지 버스가 사용되고 있으며, 이 중 93.7%는 중국에 있다. 연료 전지 버스의 일부 초기 도입자들은 배터리 전기 버스에 집중하기로 결정했는데, 2023년 현재 런던은 950대의 배터리 전기 버스와 20대의 수소 연료 전지 버스를 보유하고 있다.
2015년, 토요타는 도쿄에서 자사의 업데이트된 수소 연료 전지 버스인 토요타 FC 버스를 시험하기 시작했다. 히노 자동차와 공동 개발된 이 버스는 토요타 미라이 수소 연료 전지 자동차 및 히노의 하이브리드 버스 기술을 활용했다. 2017년, 토요타는 토요타 소라 버스를 공개했으며, 2018년 3월에 생산을 시작했다. 2020년까지 100대 이상의 토요타 소라 버스가 도쿄 BRT, JR 버스 간토 및 도에이 버스에서 운행되고 있다.
2018년, 토요타는 포르투갈 버스 제조업체 카에타노에 수소 연료 전지 기술을 유럽 판매용 버스에 공급할 것이라고 발표했다. 카에타노 H2.시티 골드는 빌레펠트, 콧부스, 그리고 바르셀로나에서 많은 판매를 기록했다. 토요타가 대주주가 된 후, 카에타노는 이 버스를 "토요타"로 브랜딩하기 시작했다.
중국에서 Feichi(알렌버스)는 Ballard로부터 연료전지 기술 라이선스를 받아 윈푸시에서 수소 연료전지 버스를 제조하기 시작했다. 수소 연료전지는 36kWh 리튬 이온 전지와 결합되어 전기 모터에 동력을 공급한다. 현재 중국 광둥성 포산시에서 300대 이상의 Feichi 버스가 운행 중이다. 중국의 다른 제조업체들도 수소 연료전지 버스를 생산하기 시작했다. 중통버스는 2014년에 연구개발 프로그램을 시작하여 2016년에 버스 생산을 시작했다.
2018년, 장자커우시는 베이징 2022 동계 올림픽 준비를 위해 74대의 수소 연료전지 버스를 주문했다. 올림픽 기간 동안 포톤, 위통, 지리 및 중통버스 제조업체에서 800대 이상의 수소 연료전지 버스와 코치가 사용되었다. 수소 연료전지 차량은 허베이성에 만연한 추운 날씨로 인해 배터리식 전기차보다 선호되었다. 수소의 상당한 사용은 카본 블랙 수소가 석탄 연소로 생산된다는 점을 감안할 때 비판을 받았다. 이는 수소 1kg당 약 15~20kg의 CO2가 배출된다는 것을 의미한다.

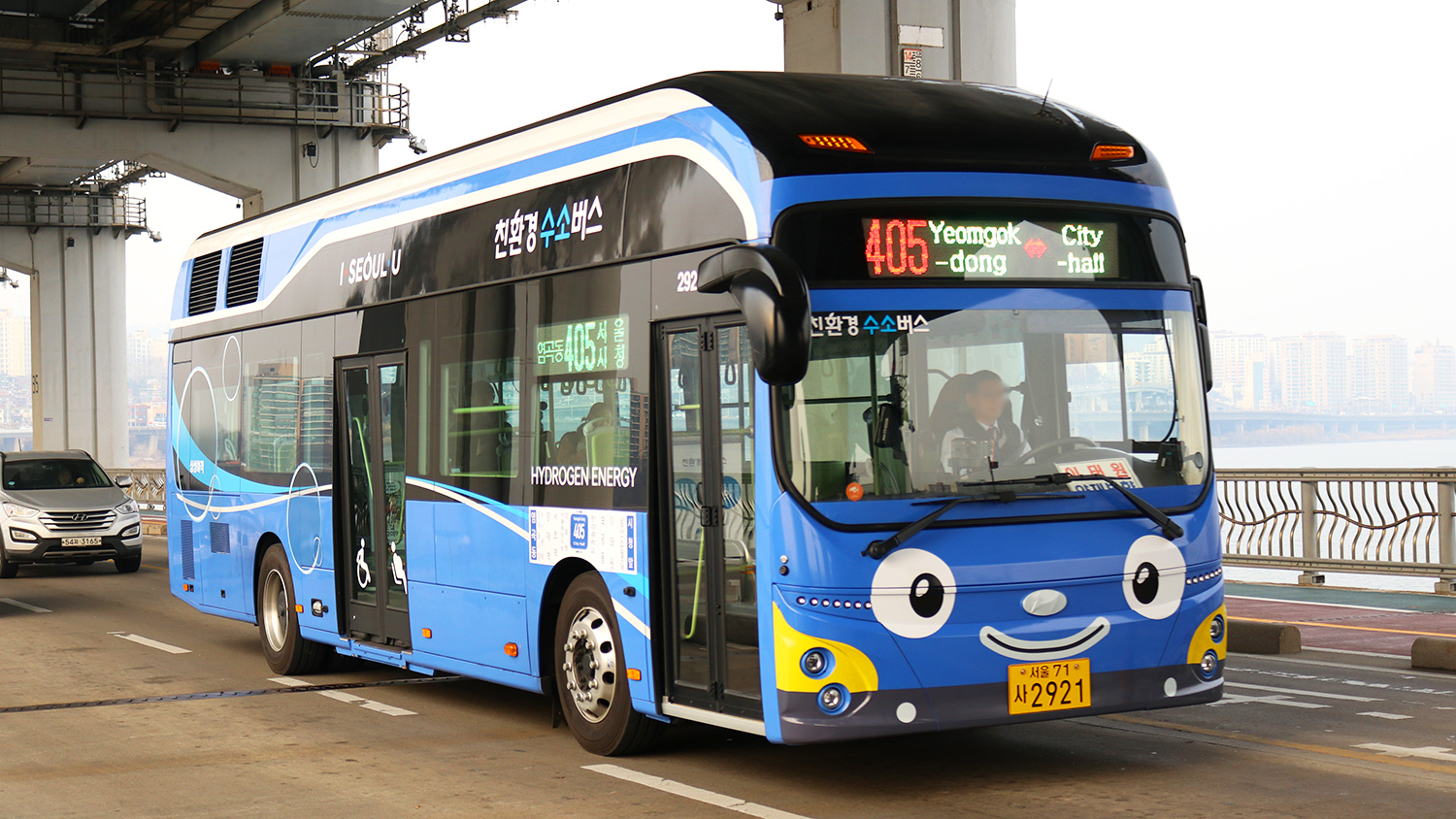
현대 일렉시티 FCEV 버스 (2019년, 서울 서울, 대한민국)

2017년에 출시된 현대 일렉시티는 2019년 12월 대한민국에서 상업 운행을 시작했다. 2021년 6월까지 대한민국 전역에서 108대의 버스가 운행되었다. 뮌헨 오스트리아 빈에서 비엔나 리니엔과 함께 일렉시티의 시험 운행이 2021년 11월부터 계획되었으며, 독일에서도 추가 시험이 발표되었다. 일렉시티는 500 킬로미터 (310 mi) 이상의 주행 거리를 가지며, 최대 출력은 180kW이다. 부산광역시와 울산광역시는 2022년에 2025년까지 620대 이상의 버스를 도입할 계획이라고 발표했다.
2019년, 폴란드 버스 제조업체 솔라리스 버스 & 코치는 인기 있는 솔라리스 우르비노 12 플랫폼에 수소 연료 전지 버스를 발표했다. 이 버스는 이후 파리의 RATP를 포함한 여러 주요 운영사에서 시험되었으며, 코넥시온, 외베베 포스트버스, 및 MPK 포즈난을 포함한 유럽 버스 운영사에서 주문되었다. 2022년, 솔라리스는 이노트란스 2022에서 우르비노 18 굴절버스의 수소 연료 전지 버스 버전을 발표했다.
2020년, 중국 난닝시는 기존 7,000대의 배터리 전기 버스 차량 전체를 성능이 더 우수한 수소 연료 전지/배터리 하이브리드 버스로 교체할 계획이라고 발표했다.
2020년 기준 현재, 국립재생에너지연구소는 미국 내 연료 전지 버스 프로젝트를 계속 평가하고 있으며, 캘리포니아주, 하와이주, 오하이오주에 64대의 버스가 운행 중이다. AC 트랜짓은 반호르와 뉴 플라이어에서 22대의 버스를 운행하며 미국에서 가장 큰 수소 연료 전지 버스 차량을 보유하고 있다. 이는 제로 배출 버스 차량에 대한 열망에 따라 향후 구매 결정을 안내하기 위해 배터리 전기 버스와 수소 연료 전지 버스를 직접 비교할 수 있게 할 것이다. AC 트랜짓은 "미국에서 가장 포괄적인 제로 배출 버스 (ZEB) 프로그램"을 운영하고 있으며, 2000년 이후 3,200,000 마일 (5,100,000 km)의 제로 배출 버스 서비스를 제공했다고 언급했다.

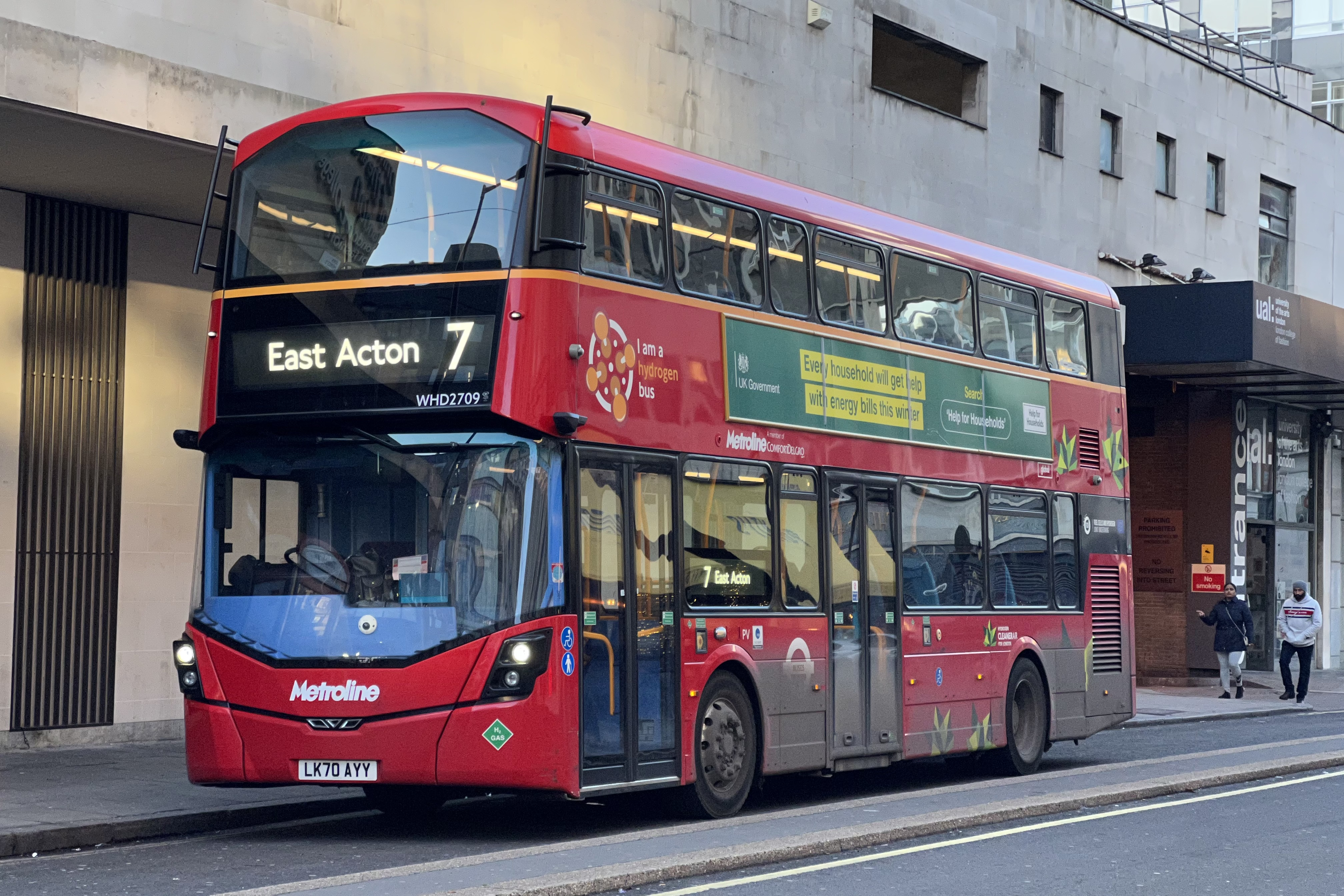
2022년 잉글랜드 런던의 라이트 스트리트데크 하이드로라이너 FCEV 버스

2021년 6월, 세계 최초의 수소 연료 전지 2층 버스 (라이트 스트리트데크 하이드로라이너)가 런던에서 메트로라인과 함께 7번 노선에 운행을 시작했다. 이 버스들은 애버딘, 스코틀랜드에서도 운행을 시작했다. 하이드로라이너 FCEV는 유럽 연합의 '유럽 전역 수소 차량 공동 이니셔티브(JIVE)'의 일환으로 개발되었다.
다른 버스 제조업체들도 수소 연료 전지 시장에 진출을 계속했는데, 이베코는 에어리퀴드와 '수소 이동성' 개발을 위한 양해각서를 발표했으며, 알렉산더 데니스는 '차세대' 2층 버스를 발표했다. 하이존 모터스와 같은 새로운 제조업체들도 시장 진출을 계획했다. 다른 국가들도 수소 연료 전지 버스의 잠재력을 계속 조사했으며, 모스크바는 2022년에 카마스 버스의 시범 운행을 발표했다.
2022년 5월, 독일 쾰른의 대중교통 운영사인 Regionalverkehr Köln는 솔라리스와 라이트버스로부터 최대 100대의 수소 연료 전지 버스를 주문했다. 이는 독일의 '국가 수소 전략' 발표에 따른 것으로, 수소 연료 전지 버스가 장거리 노선에 실행 가능한 대안임을 명확히 했다. 메르세데스-벤츠는 인기 있는 e시타로 버스가 토요타 수소 연료 전지를 사용하여 주행 거리 연장 장치와 함께 제공될 것이라고 발표했다. 이는 버스의 주행 거리를 400 킬로미터 (250 mi)로 늘릴 것이다.
2022년 7월, 일드프랑스 모빌리테 (IDFM)는 프랑스 그랑 파리 지역에 4,800만 유로 상당의 연료 전지 버스 47대를 주문했다. 크레테이의 소각장에서 생산된 그린 수소가 사용될 예정이다. IDFM의 상무이사는 첫 주문을 통해 버스 제조업체들이 "기술을 개선하고, 성숙시키고, 상업적으로 생산하면 우리가 함께할 것"이라는 신호를 보내고 싶다고 밝혔다.
2022년 7월, 500대 이상의 포톤 AUV 버스가 베이징 대중교통 그룹에 합류했다. 언론은 이 버스들이 약 600km의 주행 거리를 가지며, 약 10~15분 만에 재충전될 수 있다고 보도했다. 이 버스들은 이전에 베이징 2022년 동계 올림픽에서 사용되었다.
2022년 8월, 인도 최초의 국내 개발 수소 연료 버스가 푸네에서 공개되었다. 이 버스는 KPIT 테크놀로지스와 인도 과학 및 산업 연구 위원회에서 개발했다.
2022년, 뉴욕의 MTA는 뉴욕주 에너지 연구 개발국의 보조금으로 수소 연료 전지 버스를 시험할 것이라고 발표했다. 첫 두 대의 버스(뉴 플라이어 엑셀시어 차지 H2)는 2024년 말까지 브롱크스에서 운행될 예정이다. MTA는 2040년까지 전체 버스 차량을 무공해로 전환할 것이라고 발표했다.
2023년, 수소 연료 비용이 전기료보다 높아지면서 여러 대중교통 기관이 주문을 취소했다. 그러나 다른 기관들은 계속해서 연료 전지 버스를 주문했는데, 볼로냐의 TPER은 솔라리스에서 130대의 버스를 주문했고, 서울은 현대자동차에서 1,300대의 버스를 주문했고, 샘트랜스는 뉴 플라이어에서 108대의 버스를 주문했다. 2023년 10월, 샌타크루즈, 캘리포니아의 산타크루즈 광역 교통 지구는 8,700만 달러를 들여 57대의 연료 전지 버스를 주문했는데, 시험 결과 완전 적재된 배터리 전기 버스가 이 지역의 언덕이 많은 도로에 적합하지 않다는 것이 밝혀졌기 때문이다.
2023년 연구 논문에서는 2044년까지 무공해 차량 중 단 4%만이 수소 연료 전지로 구동될 것으로 추정했으며, "낮은 연료 전지 시내버스 보급률"은 수소 인프라가 갖춰져 있고 배터리 전기 버스가 운행하기 어려운 버스 노선에만 한정될 것이라고 지적했다. 이 논문은 또한 시외버스 및 장거리 버스가 수소 연료 전지로 구동될 잠재력도 언급했다. 다른 보고서들은 연료 전지 버스의 성장을 나타냈는데, 솔라리스는 500대 이상의 버스 주문을 받았으며, 유럽 연료 전지 버스 시장에서 44%의 점유율을 차지하고 있다고 밝혔다.
2024년 1월, 바르셀로나의 TMB는 솔라리스에서 3,800만 유로 상당의 수소 연료 전지 버스 38대를 주문했으며, 도시 프리 포트 존 지역에 있는 이베르드롤라에서 생산된 그린 수소가 사용될 예정이다. 2024년 4월, 미국 제조업체 길릭은 2026년까지 BAE 시스템스의 파워트레인과 밸러드 파워 시스템즈의 연료 전지를 탑재한 수소 연료 전지 버스를 출시할 것이라고 발표했다.

## 배터리식 전기버스와의 비교

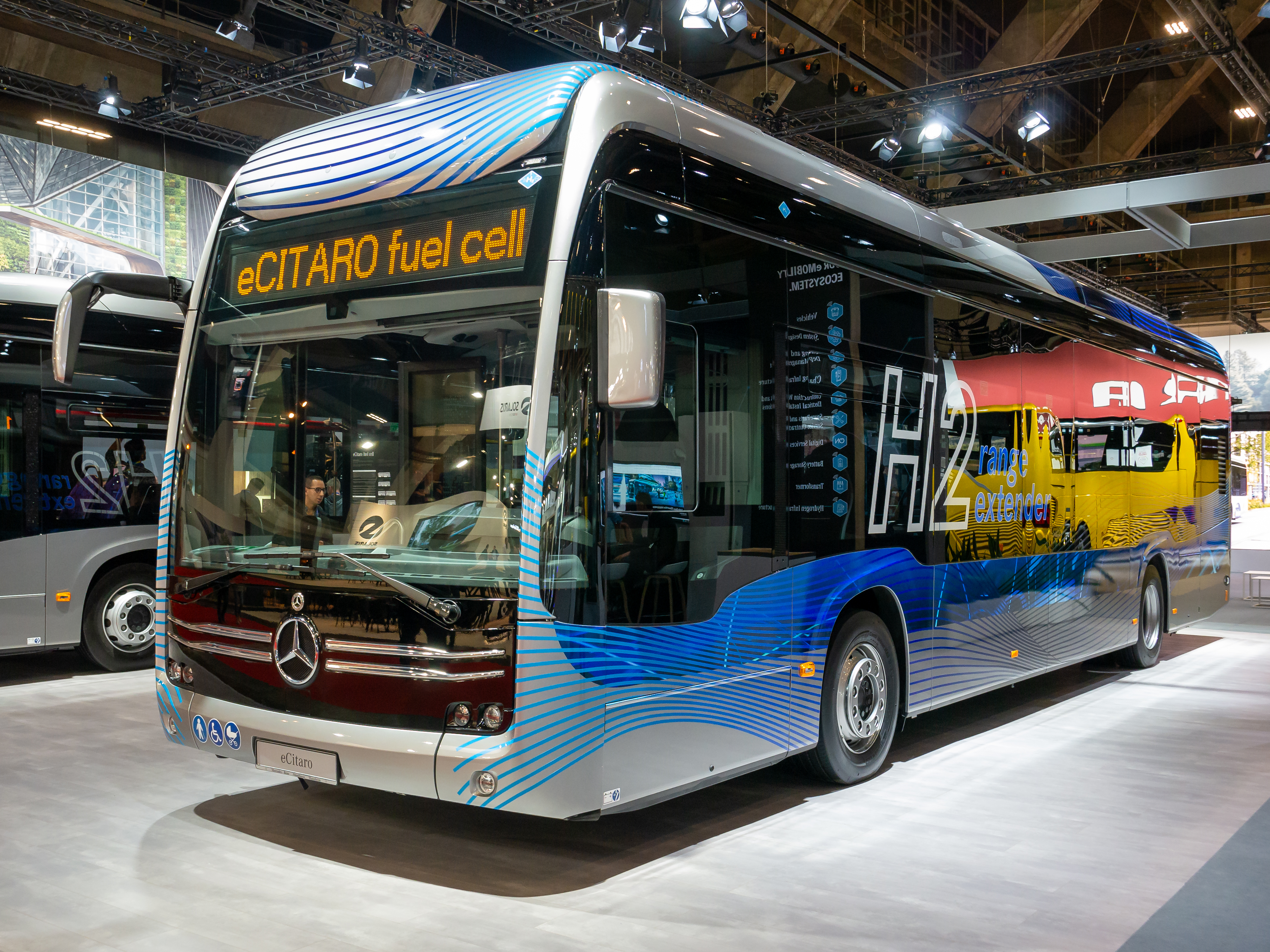
메르세데스-벤츠 e시타로, 수소 연료전지 주행 거리 연장 장치가 장착된 배터리식 전기버스

수소 연료 전지로 구동되는 버스는 배터리식 전기버스와 일부 유사점 및 주요 차이점이 있다.
두 유형 모두 배기 파이프에서 무공해이며, 수소 연료 전지 버스는 물을 생성한다. 그러나 가장 일반적으로 사용되는 수소의 많은 원천은 무공해가 아니다. 둘 다 전동기로 구동되며, 둘 다 다양한 버스 제조업체에서 생산되었다. 둘 다 전기 충전기 또는 수소충전소와 같은 선불 비용이 발생한다.
배터리식 전기버스와 달리 수소 연료 전지 버스는 약 10분 만에 재충전될 수 있으며, 이는 전기 버스의 밤샘 충전(또는 에너지 집약적인 고전류 급속 충전)과 비교된다. 수소 연료 전지 버스는 배터리식 전기버스보다 더 긴 주행 거리와 더 긴 운행 시간을 가지며, 재충전 전에 약 450 킬로미터 (280 mi)의 주행 거리를 갖는다 – 배터리식 전기버스는 충전 간 약 250 킬로미터 (160 mi)이다. 수소는 또한 배터리보다 더 높은 에너지 저장 밀도를 가진다. 또한, 주행 거리를 늘리기 위해 배터리가 커지면 무게가 증가하여 에너지 효율이 떨어진다. 따라서 수소 연료 전지 버스는 배터리식 전기버스보다 가벼우며, 최대 11,000 파운드 (5,000 kg)까지 가볍다.
수소 연료 전지 버스는 온도에 덜 영향을 받으며, 극한의 고온 또는 저온에서도 일관된 출력과 주행 거리를 유지한다. 배터리식 전기버스 운영사는 저온에서 주행 거리가 짧아진다고 보고했으며, 베를린교통공사 (BVG)는 추운 날씨(약 −10 °C (14 °F))에서 주행 거리가 30% 짧아진다고 보고했다.
배터리식 전기버스는 에너지 효율 측면에서 수소 연료 전지 버스보다 더 효율적이다. 이는 배터리에 비해 수소 연료 전지의 상대적인 비효율성 때문이다.
수소 버스에 연료를 공급하는 비용은 배터리 버스보다 높다. 배터리식 전기버스와 수소 연료 전지 버스 모두의 비용은 시간이 지남에 따라 감소했다.

### 주행 거리 연장 장치
일부 제조업체는 배터리식 전기버스의 주행 거리 연장 장치로 수소 연료 전지를 사용하여 주행 거리를 늘릴 수 있도록 했다. 예를 들어, 메르세데스-벤츠 e시타로는 배터리 전기 모델의 경우 280 킬로미터 (170 mi)의 주행 거리를 가지며, e시타로 연료 전지 버스는 배터리를 재충전하는 60kW 토요타 연료 전지 덕분에 400 킬로미터 (250 mi)의 주행 거리를 갖는다.

## 비용
2023년 기준 현재 연구에 따르면 수소 연료 전지 버스는 배터리 전기 버스보다 운영 비용이 더 비싸다. 이는 차량 및 사용되는 수소 연료의 높은 비용뿐만 아니라 배터리에 비해 수소 연료 전지의 비효율성 때문이다.

### 수소 연료
수소 연료의 비용은 수소의 비용과 가용성에 따라 크게 달라진다. 일부 대중교통 운영사는 산업 공정(예: 폴리염화 비닐 생산)에서 발생하는 수소 부산물을 사용하여 비용을 절감할 수 있었다. 다른 대중교통 운영사는 천연가스에서 수소를 생산하는 소규모 플랜트(브라운 수소)를 건설하거나, 산업 생산자로부터 직접 구매했다. 환경 운동가들은 산업 공정으로 인해 발생하는 탄소 발자국을 고려할 때, 버스 동력원으로 브라운 수소를 사용하는 것을 비판했다. 그린 수소 – 재생 에너지를 사용하여 생산된 수소 –는 일반적으로 너무 비싼 것으로 간주된다.
2006년, 국립재생에너지연구소는 수소 연료 비용이 킬로그램당 약 9달러로, 디젤 1갤런당 2달러와 거의 비슷하다고 밝혔다. 또한 총 마일당 비용(유지보수 포함)은 디젤의 경우 마일당 약 1달러, 수소의 경우 마일당 약 6.50달러라고 언급했다. 유럽에서 2000년대 초 유럽 친환경 도시 교통 (CUTE) 프로젝트는 연료 비용이 디젤보다 약 10배 더 비싸다고 보고했다.
2021년, 도큐버스는 수소 연료 전지 버스의 연료 비용이 동급 디젤 버스보다 약 2.6배 높다고 보고했으며, 일본에서는 주로 브라운 수소가 사용되었다. 2022년 1월, 프랑스 몽펠리에시는 수소 연료 전지 버스 51대 조달 계약을 취소했는데, 운영 비용이 전기 버스보다 6배 더 비싸다는 사실을 발견했기 때문이다. 이 도시는 대신 배터리식 전기버스를 주문했다.
2021년, Wuppertaler Stadtwerke는 수소 연료 전지 버스 운영 비용이 디젤 버스와 거의 같다고 보고했다. 런던은 2023년에 수소 비용이 킬로그램당 약 6파운드로, 디젤 연료 비용과 거의 비슷하다고 보고했다. 산타크루즈는 2023년에 수소 비용이 갤런당 약 9달러에서 13달러(디젤 연료 갤런당 약 6달러와 비교)라고 언급했지만, 연료 전지 버스가 "디젤 1갤런에 해당하는 수소로 2배 이상 더 많은 주행 거리를 얻는다"고 지적하며 두 연료 간의 직접적인 비교가 어렵다고 밝혔다.
수소위원회의 전망에 따르면, 재생 에너지로 대규모 생산된 수소는 킬로그램당 약 1.4달러에서 2.3달러의 비용이 들 수 있다.

### 차량
연료 전지 버스의 비용은 기술이 더욱 보편화되고 상업적으로 실행 가능해짐에 따라 점차 감소했다.
2007년, 국립재생에너지연구소는 수소 연료 전지 버스의 구매 가격이 약 200만~300만 달러이며, 표준 디젤 버스는 약 33만 달러, 하이브리드 버스는 약 48만 달러라고 밝혔다. 독일 쾰른의 Regionalverkehr Köln은 2011년에 필리아스 버스를 구매하는 데 186만 유로가 들었고, 2014년에 반호르 A330은 85만 유로, 2020년에는 59만 유로가 들었으며, 가격이 더 떨어져 2023년에는 새로운 수소 연료 전지 버스가 약 50만 유로가 들었다고 보고했다.
2022년, 파이낸셜 타임스는 일본 토요타 FC 소라가 6년 리스에 1억 엔(71만 유로)이 들지만, 디젤 버스는 약 2,400만 엔(17만 유로)이 든다고 보도했다. 지방 당국은 버스 운행을 위해 비용을 보조해 왔다. 대한민국에서는 정부가 7억 원(47만 유로)짜리 현대 일렉시티 버스 구매를 3억 원(20만 유로) 보조하여 중국산 배터리 전기 버스로부터 국내 산업을 보호한다.
미국에서는 2022년 보고서에 따르면 수소 버스 구매 비용이 약 120만 달러인 반면, 배터리 전기 버스는 75만 달러였다. 글로브 앤드 메일은 유럽에서 생산되는 연료 전지 버스가 대량 생산되어 더 저렴하다고 언급했다.
H2Bus 컨소시엄과 같은 연구 단체들은 수소 연료 전지 버스의 비용을 디젤 버스 수준으로 낮추기 위해 노력하고 있으며, 대량 주문과 대량 생산을 통해 제조업체들이 규모의 경제를 활용할 수 있도록 하고 있다.

### 기타 비용
디젤 버스와 비교했을 때, 대중교통 운영사는 수소 연료 전지 버스로 전환할 때 추가적인 선불 비용을 부담해야 한다. 여기에는 수소충전소 건설과 새로운 버스용 예비 부품 구매가 포함된다. 배터리식 전기버스도 유사한 선불 비용이 발생하는데, 전기차 충전기 설치와 많은 수의 전기 버스가 (주로 밤새) 충전될 때 전력 계통 업그레이드가 필요하다.

## 차량
2020년 기준 현재, 전 세계적으로 5,648대의 수소 연료 전지 버스가 사용되고 있으며, 이 중 93.7%는 중국에 있다.

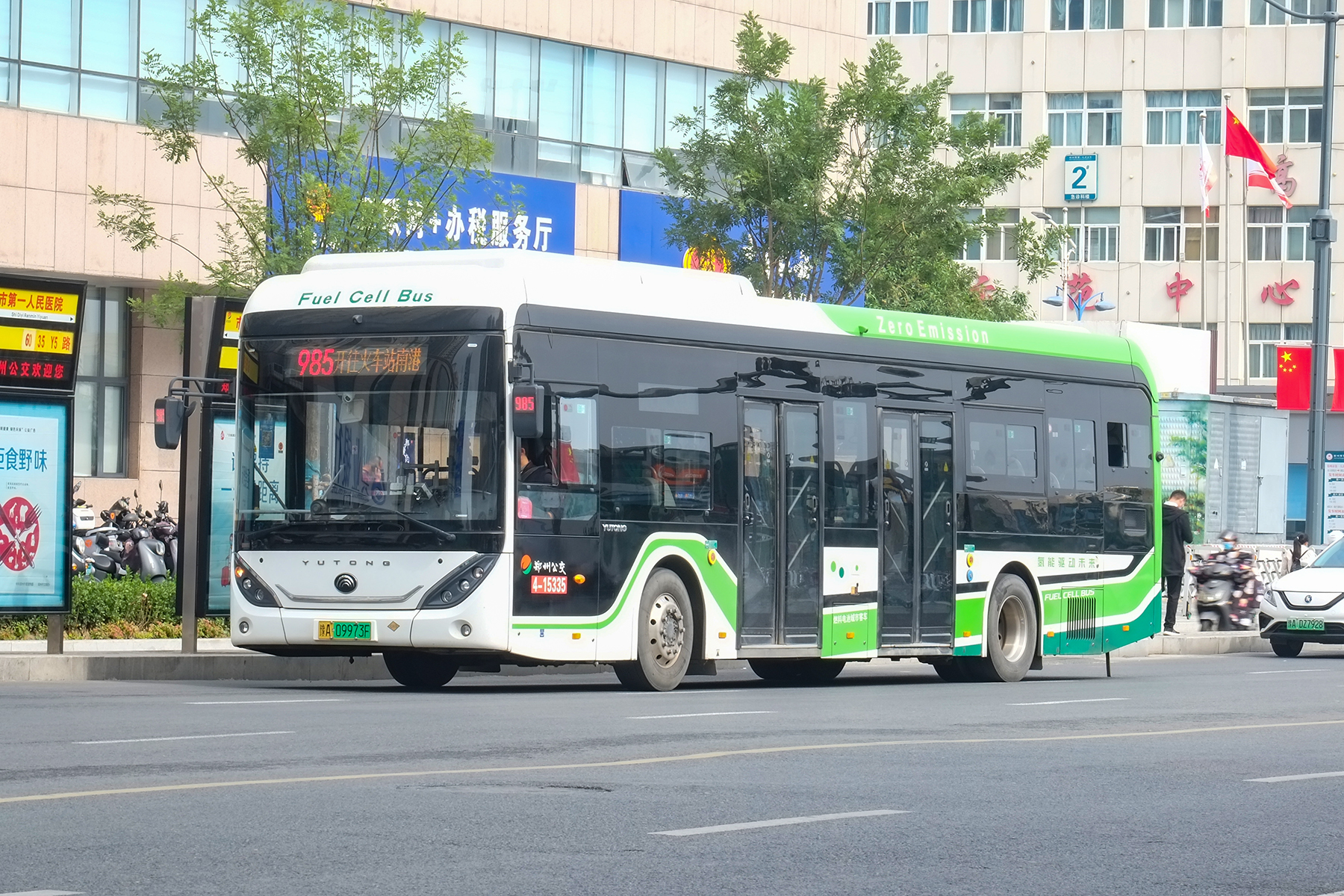
2022년 중국 정저우시의 위통 F12 버스

다양한 회사들이 현재 수소 연료 전지 버스를 생산하고 있다. 버스 제조업체들은 일반적으로 밸러드 파워 시스템즈나 토요타와 같은 수소 연료 전지 공급업체와 협력하여 버스에 동력을 공급한다.
차량은 다음을 포함하나 이에 국한되지 않는다.
- 뉴 플라이어 엑셀시어 차지 FC[124]
- 토요타 소라 FC[43]
- 라이트 스트리트데크 하이드로라이너 FCEV[125]
- 솔라리스 우르비노[64]
- 현대 일렉시티 FCEV[58]
- 카에타노 H2.시티 골드[50]
- 포톤 AUV[83]
- 위통 F12[54]
- 반호르 A330 FC[126]
- 메르세데스-벤츠 e시타로 REX[79]
- 중통 LCK6126FCEVG[127]
- 스카이웰 NJ6106FCEV[128]
- 엘도라도 액세스-FC[129]
- 선윈 iFCV10

### 주요 제조사
- 현대자동차
- 하이엑시움모터스

## 같이 보기
- 연료전지 자동차
- 연료전지 자동차 목록
- 버스 목록
- FCEV